# Come no (Shiva)
Come no è un singolo del rapper italiano Shiva, pubblicato il 21 novembre 2018.

## Tracce
Testi e musiche di Andrea Arrigoni e Adam11.
1. Come no – 2:15